# Matinsaari (ö i Nyland)
Matinsaari är en ö i Finland. Den ligger i sjön Onkimaanjärvi och i kommunen Högfors i den ekonomiska regionen  Helsingfors  och landskapet Nyland, i den södra delen av landet, 70 km nordväst om huvudstaden Helsingfors. Öns area är 2,3 hektar och dess största längd är 250 meter i öst-västlig riktning.